# パリ・いのちの行進

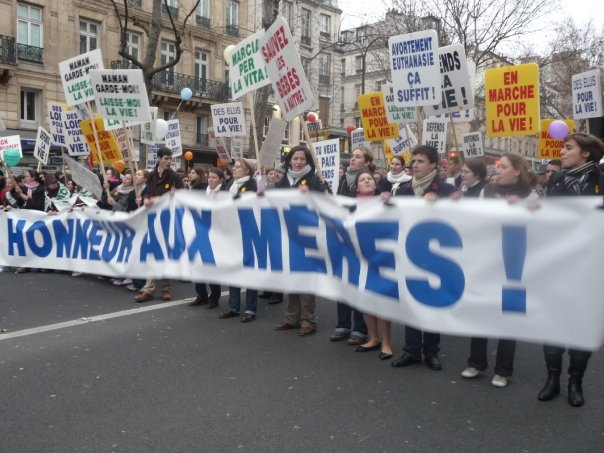
2009年1月25日のマーチの様子

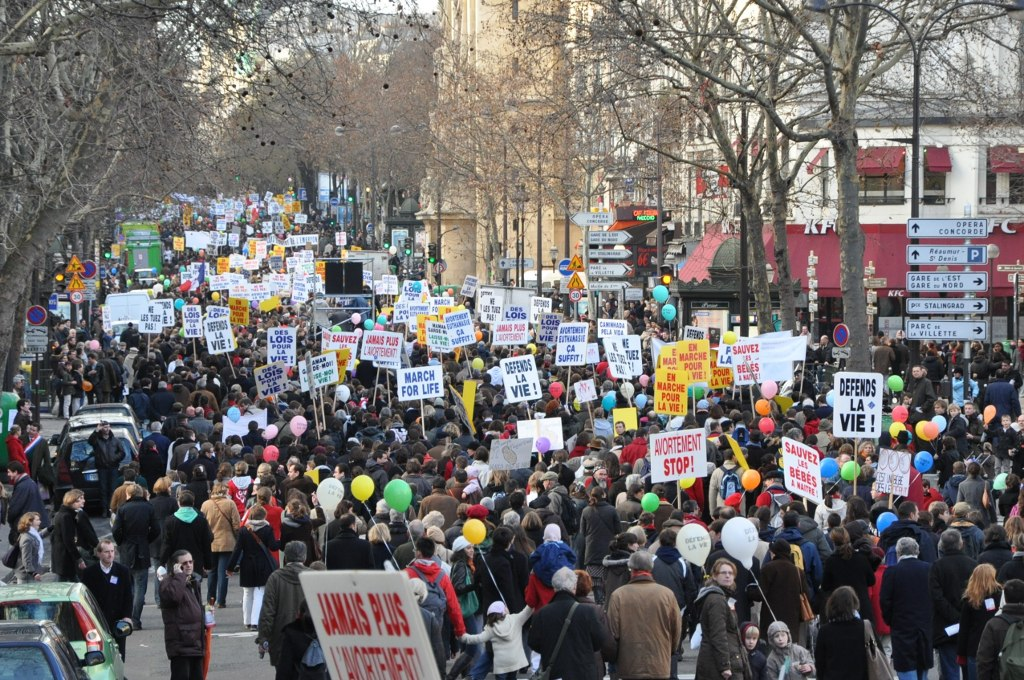
2010年1月17日のパリ・いのちの行進

パリ・いのちの行進（フランス語: Marche pour la vie、英語: Paris March for Life パリ・マーチ・フォー・ライフ）は、フランスで中絶を合法化した1975年の法律制定日に近い1月下旬にパリで開催される中絶に抗議する毎年恒例のデモ。中絶合法化30年目にいくつかのフランスのプロライフ組織によって2005年に組織された 。このデモ自体は無宗派かつ無党派であると定義されている。
何年にもわたって、パリ・いのちの行進はヨーロッパで最大の毎年恒例の中絶反対の集会となった。2008年の参加者数の推定は2,500人から20,000人の範囲である。
この集会は、フランス以外のヨーロッパ諸国、特にイタリア、スペイン、ベルギー、英国、ポーランド、スイス、ドイツ、アイルランドからの代表団を惹きつけている。
2010年には参加者が急増し、2009年の15,000人と比較して最多で25,000人となった。2017年には50,000人に増加した。